# りそな銀行本社ビル
りそな銀行本社ビル（りそなぎんこうほんしゃビル）は日本の大阪府大阪市中央区備後町二丁目に所在する超高層建築物である。別称は旧大和銀行本店ビル、りそな銀行本店ビル、りそな銀行大阪本店ビル、りそなグループ大阪本社ビルなど。

## 概要
りそな銀行の前身である大和銀行は、前商号の大阪野村銀行であった1924年（大正13年）以来、同年に建築された「堺筋野村ビルディング」を本店とした。戦後、業容の拡大に対応するため、敷地西側に接して新館が増築され、1956年（昭和31年）12月に竣工。これを受け、既存建物は旧館と呼称された。
1980年代後半、旧館・新館ならびに街区内の安土町大和ビル・同別館・工業繊維ビルの敷地をまとめ、創業70周年の記念事業として、地下4階、地上25階、塔屋2階のインテリジェントビルに建て替えることを決定し、1991年（平成3年）6月、「大和銀行本店ビル」が竣工した。
2003年（平成15年）、大和銀行はあさひ銀行と合併してりそな銀行が発足したことに伴い、ビル名は「りそな銀行本社ビル」に改められた。合併後、同行およびりそなホールディングス大阪本社（登記上の本店）が置かれてきたが、りそなHDは、2010年（平成22年）6月25日をもって東京本社（深川ギャザリア）を登記上の本店に変更している。
2015年（平成27年）12月には、系列の近畿大阪銀行（19年4月以降は関西みらい銀行）の本社機能が併設され、関西みらい銀行とみなと銀行を傘下に置く関西みらいフィナンシャルグループも本社を置いていた。

### 施設構成
高層棟の地下2階に位置する講堂の主用途は、支店長会議などである。しかし大和銀行には、全国でも屈指の大和銀行合唱団（松浦周吉が結成。現りそな合唱団）があり、音楽に関心が高い。そのため、講堂をコンサートにも十分対応可能な音響・照明性能や可動床、パイプオルガンを備えた多目的ホールとした。
基準階の事務室は、メガストラクチャー構造形式のメリットを生かし、3面が開口で、ワンフロアの有効面積1000㎡のフレキシビリティの高い無柱のオフィス空間となっている。
高層棟の外観は、メガストラクチャーをそのまま生かし力強いデザインとした。一方、アイラインに近い低層部には旧本店の列柱などのデザインディテールを継承した表現を用い、ヒューマンスケール化が図られた。
屋外空間は大阪にふさわしい"水"をテーマとして水が溢れる2段式の水盤を配置し、内田晴之作の彫刻「ROUND STRUCTURE」を据え、安らぎと緊張感が共存する公開空地としてまとめられている。植栽は常緑を基本とし、行き交う人々の目を楽しませるよう四季折々に花を咲かせる花木・草花を選び話題性のある植栽計画とした。1991年に大阪施設緑化賞（みどりの景観賞）優秀賞を受賞している。